# Чан Юань
Чан Юань (кит.: 常园; 24 червня 1997) — китайська боксерка, олімпійська чемпіонка, чемпіонка юнацьких Олімпійських та Азійських ігор.

## Аматорська кар'єра
На літніх юнацьких Олімпійських іграх 2014 здобула три перемоги, у тому числі над Ірмою Теста (Італія) в фіналі, і стала чемпіонкою.
На Азійських іграх 2018 стала чемпіонкою.
- В 1/8 фіналу перемогла Тандін Лхамо (Бутан) — RSC
- У чвертьфіналі перемогла Сарджабула Деві (Індія) — 5-0
- У півфіналі перемогла Лін Ютін (Китайський Тайбей) — 4-1
- У фіналі перемогла Пан Чхоль Мі (Північна Корея) — 3-2

На чемпіонаті світу 2018 програла у чвертьфіналі Вірджинії Фокс (США).
У березні 2020 року перемогла на ліцензійному олімпійському турнірі в Аммані і кваліфікувалася на Олімпіаду 2020. Але в Олімпійських іграх 2020, які через пандемію коронавірусної хвороби пройшли в Токіо у липні—серпні 2021 року, участі не брала.
На Азійських іграх 2022, що через пандемію коронавірусної хвороби пройшли 2023 року, завоювала срібну медаль.
- В 1/8 фіналу перемогла Джутамас Джітпонг (Таїланд) — 3-2
- У чвертьфіналі перемогла Хуан Сяовень (Китайський Тайбей) — 5-0
- У півфіналі перемогла Преті Павар (Індія) — 5-0
- У фіналі програла Пан Чхоль Мі (Північна Корея) — 2-3

На Олімпійських іграх 2024 стала чемпіонкою.
- В 1/8 фіналу перемогла Дженніфер Легейн (Ірландія) — 5-0
- У чвертьфіналі перемогла Станимиру Петрову (Болгарія) — 4-1
- У півфіналі перемогла Пан Чхоль Мі (Північна Корея) — 3-2
- У фіналі перемогла Хатідже Акбаш (Туреччина) — 5-0